# ヴィクトル・ホルツ
ヴィクトル・ホルツ（Viktor Holtz, 1848年5月3日 シュトルベルク - 1919年9月3日 ポズナン）は、ドイツの教育家並びに日独科学技術交流・文化交流の先駆者。
| スタブアイコン | サブスタブ | この項目は、まだ閲覧者の調べものの参照としては役立たない、人物に関連した書きかけの項目です。この項目を加筆・訂正などしてくださる協力者を求めています（P:人物伝/PJ:人物伝）。 |